# الجحرة (الحيمة الداخلية)

تعديل مصدري - تعديل

الجحرة هي إحدى قرى عزلة الحدب بمديرية الحيمة الداخلية التابعة لمحافظة صنعاء، بلغ تعداد سكانها 109 نسمة حسب تعداد اليمن لعام 2004.